# Čenkovce
Čenkovce (bis 1948 slowakisch „Csenke“; ungarisch Csenke) ist eine Gemeinde im Südwesten der Slowakei mit 1095 Einwohnern (Stand 31. Dezember 2024). Sie gehört zum Okres Dunajská Streda, einem Teil des Trnavský kraj.

## Geographie
Die Gemeinde befindet sich im westlichen Teil der Großen Schüttinsel, einem Teil des slowakischen Donautieflands. Das 11,57 km² große Gemeindegebiet ist in West-Ost-Richtung langgezogen, flach und von Schwarzböden bedeckt. Das Ortszentrum liegt auf einer Höhe von 123 m n.m. und ist 14 Kilometer von Šamorín, 22 Kilometer von Dunajská Streda sowie 34 Kilometer von Bratislava entfernt.
Nachbargemeinden sind Zlaté Klasy (Ortsteil Rastice) im Nordwesten, Nový Život im Norden und Nordosten, kurz Lehnice im Osten, Zlaté Klasy (Ortsteil Maslovce) und Oľdza im Süden sowie Hubice im Südwesten.

## Geschichte
Der Ort wurde zum ersten Mal 1211 als Chenekel schriftlich erwähnt und gehörte bis zum 19. Jahrhundert der Familie Csenkey, die hier ihren Stammsitz hatte. Dennoch besaßen im 18. und 19. Jahrhundert auch Geschlechter wie Esterházy, Pálffy und Zichy Güter im Dorf. 1828 zählte man 22 Häuser und 178 Einwohner, die von der Landwirtschaft lebten.
Bis 1919 gehörte der im Komitat Pressburg liegende Ort zum Königreich Ungarn und kam danach zur Tschechoslowakei beziehungsweise heute Slowakei. 1938–45 lag er aufgrund des Ersten Wiener Schiedsspruchs noch einmal in Ungarn.
1960 wurde Čenkovce in die neu entstandene Gemeinde Zlaté Klasy eingegliedert; seit 1993 ist es wieder selbständig und trennt die beiden verbleibenden Ortsteile von Zlaté Klasy, Maslovce und Rastice, voneinander.

## Bevölkerung
| Jahr                | 1994 | 2004    | 2014     | 2024    |
| ------------------- | ---- | ------- | -------- | ------- |
| Anzahl der Personen | 855  | 821     | 1066     | 1095    |
| Unterschied         |      | −3,97 % | +29,84 % | +2,72 % |

| Jahr                | 2023 | 2024    |
| ------------------- | ---- | ------- |
| Anzahl der Personen | 1097 | 1095    |
| Unterschied         |      | −0,18 % |

Nach der Volkszählung 2011 wohnten in Čenkovce 1091 Einwohner, davon 861 Magyaren, 198 Slowaken, jeweils zwei Bulgaren, Mährer und Tschechen und ein Ukrainer; ein Einwohner gehörte einer anderen Ethnie an. 24 Einwohner machten keine Angabe. 952 Einwohner bekannten sich zur römisch-katholischen Kirche, 13 Einwohner zur reformierten Kirche, 12 Einwohner zur evangelischen Kirche A. B. und zwei Einwohner zur evangelisch-methodistischen Kirche sowie zur griechisch-katholischen Kirche; zwei Einwohner bekannten sich zu einer anderen Konfession. 46 Einwohner waren konfessionslos und bei 62 Einwohnern wurde die Konfession nicht ermittelt.